# تیم ملی فوتبال زنان پاناما
تیم ملی فوتبال زنان پاناما نمایندهٔ فوتبال کشور پاناما در ردهٔ زنان است که تحت نظارت فدراسیون فوتبال پاناما قرار دارد.
این تیم برای اولین بار به جام جهانی فوتبال زنان ۲۰۲۳ صعود کرد.